# 무칼리

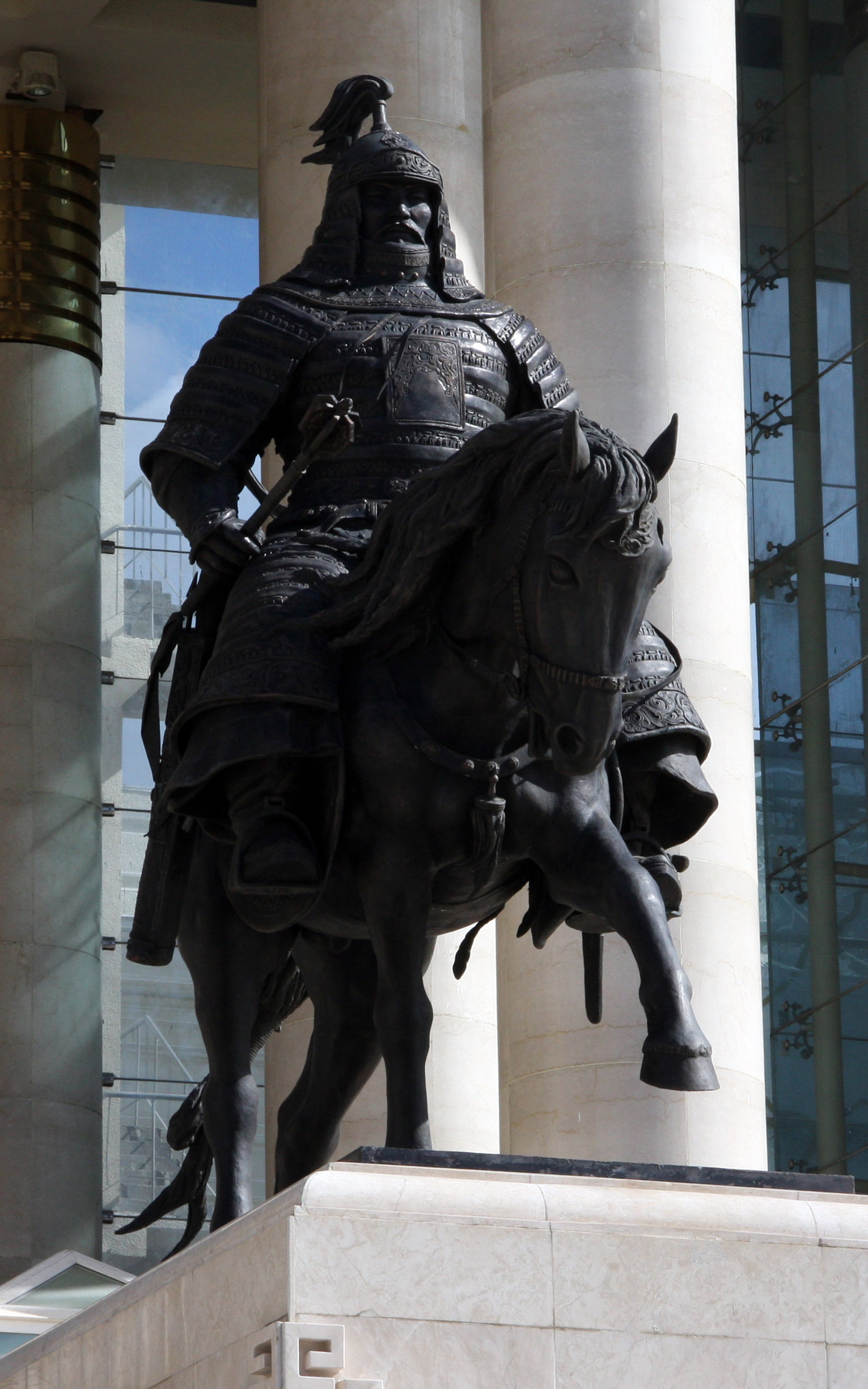

무칼리(몽골어: ᠮᠤᠬᠤᠯᠠᠢ Muquli, 한국 한자: 木華黎 목화려, 1170년 ~ 1223년 3월)는 몽골 제국의 개국공신으로 사준 중 한 명이다. 지용을 겸비한 명장이다.

## 생애
무칼리는 본래 잘라이르(몽골어: ᠵᠠᠯᠠᠢᠷ Jalair, 한국 한자: 札剌亦兒 찰랄역아) 부족 출신으로 칭기즈 칸의 친우이자 경쟁자였던 자드란 부족의 수장, 자무카의 수하장수였으나 그의 비정함에 실망하여 1196년에 칭기즈 칸에게 귀순하였다. 문무를 동시에 겸비하여 칭기즈 칸의 두터운 신임을 받아 사준에 임명되었다. 금나라 공략의 최고 총사령관으로서 큰 활약을 하여 만호장에 임명, 좌만호(左萬戶), 우만호(右萬戶)라는 벼슬을 받아 중국, 만주 지방, 중앙 아시아 지방을 다스렸다. 후에 칭기즈칸에 의해 금나라 정벌의 사령관이 되어 금을 공격했다. 하지만, 금을 멸망시키지 못하고 과로로 사망하고 말았다.
무칼리의 자손들은 큰 혜택을 누렸고, 그의 아들인 보로와 손자인 타스 또한 많은 공을 세웠다. 그의 후손들은 원조 4대 권문세족 중 으뜸이었으며 특히 원나라의 고관 중에는 그의 후손들이 많았다.

## 같이 보기
- 사준사구
- 보오르추
- 치라운
- 보로클
- 젤메
- 수부타이
- 쿠빌라이
- 제베